# Jakob Otter

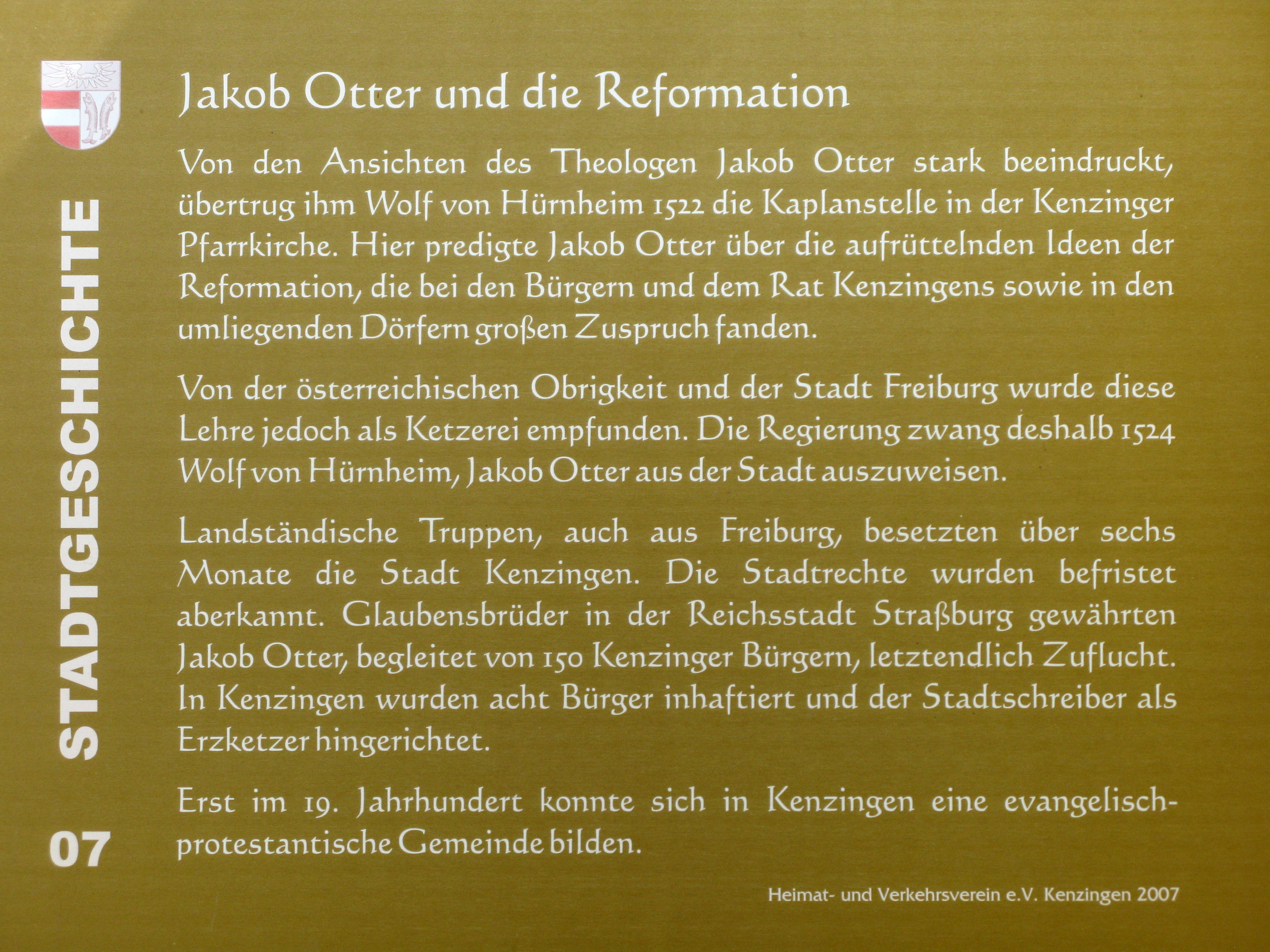
Gedenktafel in Kenzingen

Jakob Otter (auch Otther, Other, Ottner etc.; * 1485 in Lauterburg; † 15. März 1547 in Esslingen am Neckar) war ein reformierter Theologe und Reformator.

## Leben
Otter war eines von drei Kindern von Hans und Brigitta Otter, die starben, als er noch ein Kleinkind war. So kam der Sohn eines Schneiders und Ratsherrn zu einem Onkel nach Speyer, wo der Domprediger Jakob Wimpheling und die Humanisten Jodokus Galtz und Johann Wacker auf seine Entwicklung Einfluss nahmen. Von 1505 konnte er in Heidelberg studieren und erwarb 1507 den akademischen Grad eines Bakkalaureus und wurde zum Priester geweiht, ohne eine theologische Ausbildung gehabt zu haben. Dann kam er als Sekretär zum Prediger Johann Geiler von Kaysersberg nach Straßburg, nach dessen Tod 1510 gab er seine Schriften heraus.
Trotz der mystischen Gedanken, die er in dieser Umwelt in sich aufgenommen hatte, trieb ihn sein Bildungsdrang erneut an die Universität nach Freiburg im Breisgau. Nachdem er hier den Magister artium erworben hatte, wandte er sich der Theologie zu. Er erwarb den üblichen Regeln der Zeit entsprechend die Grade eines Bakkalaureus biblicus, den Sententiarius und 1517 den eines Lic. theol. 1518 wurde ihm die Pfarrei Wolfenweiler bei Freiburg übertragen, um 1520 ging er als Pfarrer nach Rottenburg am Neckar.
Seit 1520, unter dem Einfluss von Martin Luthers Schriften, begann Otter für die Reformation zu wirken. 1522 wurde er Prädikant in Kenzingen. Hier war ihm großer Erfolg beschieden. Den Gottesdienst hielt er nach Luthers Art in deutscher Sprache und vertrat auch die Sakramentslehre in dessen Sinne (Abendmahl in beiderlei Gestalt). Da es an Angriffen nicht fehlte, veröffentlichte er 1524 in Straßburg seine Predigten und erbot sich mutig zu jeder öffentlichen Rechenschaft. Um die Stadt nicht zu gefährden, zog er nach Straßburg, wohin ihm 150 bis 200 Bürger folgten. Erzherzog Ferdinand übte in Kenzingen strenges Gericht, verhaftete den Bürgermeister und enthauptete den Stadtschreiber.
Indessen wurde er vom Ritter Hans III. Landschad 1524 zum Pfarrer in Neckarsteinach berufen, wo er wiederum auf die ganze Gemeinde stark einwirkte und sie geschlossen zum evangelischen Glauben führte. Aus dem Verkauf der Kirchenornate wurde der Armenkasten eingerichtet. Der Gottesdienst wurde nach lutherischer Ordnung gehalten. Die Bauern standen zu ihrem Pfarrer und beteiligten sich nicht am Bauernaufstand. Seinem Patron, der ihn gegen die österreichische Regierung verteidigte, widmete er das schöne Büchlein „Christliches Leben und Sterben“, in dem er sich auch über das Sakrament aussprach.
Das Buch wurde 1528 in Straßburg gedruckt, und der greise Mathis Gothart-Nithart zeichnete dazu das Titelblatt. Es folgten seine Predigten über das 1. Buch Mose, die in Hagenau im April desselben Jahres erschienen. Trotz aller Gegenwehr von Seiten seiner Freunde wurde er im Februar 1529 aus der Pfalz vertrieben. Er ging wieder nach Straßburg und wurde von Martin Bucer zu Huldrych Zwingli in die Schweiz empfohlen.
Mehrere Jahre weilte der einflussreiche Prediger in Solothurn, Aarau und Bern und beteiligte sich auch an den schweizerischen Friedensgesprächen zwischen Zürich und den Urkantonen, bis Ambrosius Blarer die Stadt Esslingen am Neckar auf ihn aufmerksam machte. In der Schweiz heiratete er, wobei über seine Frau und seine Familie nichts bekannt geworden ist. 1532 begann er in Esslingen sein Werk unter günstigeren Vorzeichen. Die Reformation konnte er hier mit größtem Nachdruck durchführen und vollenden. Die Gottesdienst- und Kirchenordnung stammen von ihm, ebenso die Neuordnung des Schulwesens, und vor allem nahm er sich der Seelsorge an.
Während er selbst die Straßburger Theologen vertrat, bereiteten ihm nach der 1534 in Angriff genommenen Reformation Württembergs strenge Lutheraner viel Not. Martin Bucer selbst sorgte dafür, dass er sich mit ihnen vertrug. Er schrieb auch am 26. August 1535 an Luther, und im Mai 1536 durfte er mit Bucer und anderen Oberdeutschen nach Wittenberg ziehen, um die Wittenberger Konkordie abzuschließen. Hier lernte er endlich Luther persönlich kennen. Sein Eintreten für die Konkordie befestigte auch seine Stellung in Esslingen.
Seine Tätigkeit im Pfarramt war von nachhaltiger Wirkung. Auf ihn geht die Hebung des Gemeindegesanges, das allgemeine Gebet und die Fürsorge für die Unterweisung der Kinder zurück. Insbesondere wurde sein „Bettbüchlein für allerley gemeyn anliegen der Kirchen fleißig zusammen bracht durch M. Jacob Ottern“, 1541 in Straßburg gedruckt, sehr gerühmt.
Ein überzeugter, treuer und tatkräftiger Prediger und Seelsorger, wurde er von den meisten seiner Mitarbeiter um seines lauteren Charakters und seiner gründlichen Bildung willen hoch geachtet.

## Werke
- Die Epistel Sancti Pauli an Titum geprediget und außgelegt, 1524
- Das erst Buch Mosi gepredigt, 1528
- Christlich leben und sterben, 1528
- Ein kurz Ynleitung, 1530
- Christliche inleytung in die erkantnus recht geschaffner leer unnd glaubens, 1532, 1540
- Ein kurtze underrichtung und bekantnus des glaubens, 1534
- Ein kurtzer Bericht bey den krancken und inn sterbenden nöten zu gebrauchen, 1534
- Bettbuchlin für allerley gemeyn anligen der Kirchen, 1537, 1539, 1541, 1546, 1548